# 唂咕
唂咕（オランダ唂咕）とは香港の飲食店の茶餐廳のメニューの一種。味はオバルチンやネスレ・ミロ、ココアに似ていてほんのり苦い。純正のココアパウダーを注入して作られる。。